# Deep, Deep Trouble
Deep, Deep Trouble ist ein Rapsong aus dem Simpsons-Album von 1990 The Simpsons Sing the Blues, gesungen von Bart Simpson (Nancy Cartwright). Es handelt von seinem Hang zum Unruhe stiften. Geschrieben wurde er von Matt Groening und DJ Jazzy Jeff und aufgenommen im Herbst 1990. Es war die zweite Singleauskopplung aus dem Album Anfang 1991. Das dazugehörige Musikvideo (von Gregg Vanzo) wurde am 7. März 1991 im Fernsehen ausgestrahlt.
Das Video wurde später als Teil des Boxsets der zweiten Staffel auf DVD veröffentlicht.

## Hintergrund
Deep, Deep Trouble erschien 1990 auf dem Album The Simpsons Sing the Blues mit Liedern, die von den Charakteren der amerikanischen TV-Serie Die Simpsons gesungen wurden und war die zweite Single-Auskopplung nach Do the Bartman. Matt Groening beschrieb den Song als tragische Geschichte von Bart Simpson, eine schlechte Jugend, die noch schlechter wurde. Nancy Cartwright, die Synchronsprecherin von Bart, hat ihn auch in Deep, Deep Trouble gesprochen.

## Musikvideo
Das Musikvideo hatte am 7. März 1991 Premiere auf dem US-amerikanischen Fernsehsender Fox, zusammen mit der Simpsons-Episode Betragen mangelhaft aus der zweiten Staffel. Das Musikvideo wurde bei den MTV Video Music Awards 1991 für die besten Spezialeffekte nominiert und wurde zum Musikvideo Nr. 1 beim amerikanischen MTV-Sender.